# Alt de l'Atzevar
L'Alt de l'Atzevar és una muntanya de 1.650 metres situada a Vistabella del Maestrat (Alt Maestrat) i que esdevé el cim més elevat de la Serra de la Batalla.